# Australoconops phaeomeros
Australoconops phaeomeros är en tvåvingeart som beskrevs av Schneider 2010. Australoconops phaeomeros ingår i släktet Australoconops och familjen stekelflugor. Inga underarter finns listade i Catalogue of Life.